# Schinoasa (cartier)

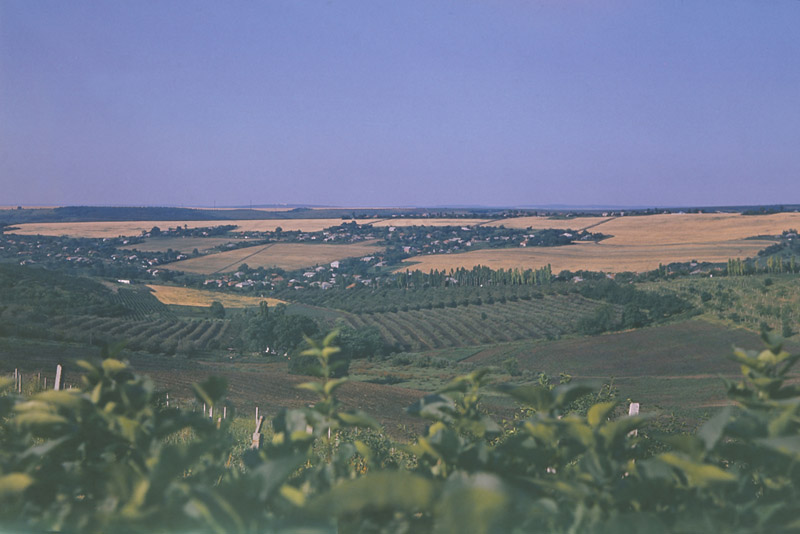
Schinoasa în 1980

Schinoasa (de asemenea și Dealul Schinoasei) este un cartier din sectorul Centru al municipiului Chișinău, Republica Moldova. Este traversat de șoseaua Hîncești, aceasta marcând periferia de sud a orașului Chișinău și se învecinează cu orașelele Codru, Durlești (ambele din componența municipiului) și Ialoveni. El mai este cunoscut pentru sediul comentatoric de TV Moldova 1.